# Danh sách lần trao giải Ấn tượng VTV thập niên 2020
Ấn tượng VTV là giải thưởng truyền hình thường niên của Đài Truyền hình Việt Nam nhằm ghi nhận và vinh danh các sản phẩm truyền hình, gương mặt MC, biên tập viên, bộ phim truyền hình ấn tượng, thu hút lượng lớn khán giả của VTV theo dõi và ủng hộ trong suốt một năm. Dưới đây là danh sách lần trao giải của Ấn tượng VTV trong thập niên 2020.

## VTV Awards 2020 – Dấu ấn 50 năm
Diễn ra vào ngày 5 tháng 9 năm 2020 tại trường quay S14, Đài Truyền hình Việt Nam, Hà Nội. 10 hạng mục được đề cử. Thành Trung là người dẫn  duy nhất của buổi lễ trao giải lần này.
| Hạng mục                                                   | Đề cử |
| ---------------------------------------------------------- | --- |
| Biên tập viên – Dẫn chương trình Ấn tượng                  | - Trần Việt Hoàng - Lê Bảo An - Nguyễn Mai Ngọc - Nguyễn Hồng Nhung - Trần Khánh Vy |
| Hình ảnh thời sự Ấn tượng                                  | - Khoảnh khắc kỳ diệu giữa tâm điểm dịch bệnh ở Đà Nẵng - Hình ảnh đón công dân Việt Nam trở về từ Vũ Hán – tâm dịch COVID-19 - Hình ảnh U22 Việt Nam vô địch SEA Games 30 - Những chiến sĩ Blouse Trắng trên trận chiến chống virus Corona - Phá rừng quy mô lớn ở Kon Tum |
| Nhân vật của năm                                           | - Tập thể y bác sỹ bệnh viện Bạch Mai - Bác sỹ Nguyễn Trung Cấp - Tiến sỹ Nguyễn Mạnh Hùng - Bà Đỗ Thị Mơ - Đội kiểm lâm cơ động vườn quốc gia Pù Mát |
| Diễn viên nữ Ấn tượng                                      | - Hồng Diễm – Hoa hồng trên ngực trái - Lã Thanh Huyền – Tình yêu và tham vọng - Diễm My – Tình yêu và tham vọng - Phương Oanh – Cô gái nhà người ta - Quỳnh Kool – Đừng bắt em phải quên                                                                                   |
| Diễn viên nam Ấn tượng                                     | - Xuân Nghị – Nhà trọ Balanha - Việt Anh – Sinh tử - Thanh Sơn – Tình yêu và tham vọng, Đừng bắt em phải quên - Mạnh Trường – Tình yêu và tham vọng - Nhan Phúc Vinh – Tình yêu và tham vọng                                                                                |
| Phim tài liệu Ấn tượng                                     | - Giữa những quê hương - Cuộc chiến chưa kết thúc - Ngôi nhà của Nguyên - Người mẹ - Những chuyến tàu định mệnh |
| Ca sĩ Ấn tượng                                             | - Hà Lê - Erik - Hoàng Thùy Linh - Phan Mạnh Quỳnh - Đức Tuấn |
| Chương trình văn hóa – khoa học xã hội – giáo dục Ấn tượng | - Quán thanh xuân: Về nhà xem phim - IELTS FACE-OFF - Phạm Gia Vinh – Chinh phục giấc mơ vũ trụ - Talk Việt Nam: "Cảm ơn nhé Việt Nam" - Thầy trò và cuộc sống 4.0 |
| Phim truyền hình Ấn tượng                                  | - Hoa hồng trên ngực trái - Nhà trọ Balanha - Những ngày không quên - Tình yêu và tham vọng - Sinh tử |
| Chương trình của năm                                       | - Park Hang-seo – Những câu chuyện chưa kể - 100 ngày chống dịch Covid 19 - COVID-19 – Kẻ thù vô hình - Ngày trở về: Mẹ ơi con là người Việt Nam - Quê hương – Mùa đoàn tụ                                                                                                  |

| Hạng mục                                                   | Người công bố                   |
| ---------------------------------------------------------- | ------------------------------- |
| Biên tập viên – Dẫn chương trình Ấn tượng                  | Kim Tiến & Thành Trung          |
| Hình ảnh thời sự Ấn tượng                                  | Nguyễn Thanh Lâm & Hoài Anh     |
| Nhân vật của năm                                           | Park Hang-seo                   |
| Diễn viên nữ Ấn tượng                                      | Trung Anh & Lan Hương           |
| Diễn viên nam Ấn tượng                                     | Trung Anh & Lan Hương           |
| Phim tài liệu Ấn tượng                                     | Trần Văn Thủy                   |
| Ca sĩ Ấn tượng                                             | Quốc Trung & Bảo Thanh          |
| Chương trình văn hóa – khoa học xã hội – giáo dục Ấn tượng | Dương Trung Quốc & Lại Văn Sâm  |
| Phim truyền hình Ấn tượng                                  | Nguyễn Khải Hưng & Đỗ Thanh Hải |
| Chương trình của năm                                       | Trần Bình Minh                  |

## VTV Awards 2021 | Chào năm mới 2022 – Hành trình nhiệm màu
Do ảnh hưởng của đại dịch COVID-19, lễ trao giải đã được lùi sang ngày 1 tháng 1 năm 2022 và trở thành một phần của chương trình đón Tết Dương lịch Chào năm mới – Hành trình nhiệm màu. 11 hạng mục được đề cử. Nguyễn Tuấn Dương, Nguyễn Hồng Nhung, Nguyễn Quốc Khánh, Trần Việt Hoàng và Phí Nguyễn Thùy Linh là những người dẫn chương trình của buổi lễ.
| Hình ảnh thời sự Ấn tượng - Sạt lở đất kinh hoàng ở Trà Leng‡ - Cái vẫy tay của sự đùm bọc - Dấu ấn 85 ngày thay đổi số phận Song Nhi - Dưới nước là rừng - Trường Sa trong ngày bầu cử toàn dân | Nghệ sĩ Ấn tượng - Xuân Bắc‡ - Biên đạo Quang Đăng - Ca sĩ Erik - Hoa hậu Hoàn vũ Việt Nam H'Hen Niê - Rapper Đen Vâu                                                                                |
| Phim tài liệu Ấn tượng - Hòa hợp dân tộc – Chuyện chưa kể‡ - Đoạn trường vinh hoa - Nẻo đường hội ngộ - Ngày hòa bình - Ra khơi – Về dấu ấn ngoại giao Việt Nam năm 2020                         | Diễn viên nam Ấn tượng - Mạnh Trường – Hương vị tình thân‡ - Việt Anh – Hướng dương ngược nắng - Công Dương – Hãy nói lời yêu - Hồng Đăng – Hướng dương ngược nắng - Thanh Sơn – Yêu hơn cả bầu trời |
| Diễn viên nữ Ấn tượng - Hồng Diễm – Hướng dương ngược nắng‡ - Thúy Diễm – Cát đỏ - Thu Hà – Hướng dương ngược nắng - Tú Oanh – Hương vị tình thân - Lương Thu Trang – Hướng dương ngược nắng     | Chương trình dành cho trẻ em Ấn tượng - Thiếu niên nói‡ - Alo English - Đêm thu cổ tích - Hòa ca nhí - Trạng nguyên nhí                                                                              |
| Chương trình văn hóa – thể thao Ấn tượng - Tổ quốc trong tim‡ - Điều ước thứ 7: Chàng chăn bò Sô Y Tiết - Du xuân – Xe đạp ơi! - Con đường âm nhạc - Rap EURO 2020                               | Chương trình giải trí Ấn tượng - Cuộc hẹn cuối tuần‡ - Ai là triệu phú - Thế giới Rap – King of Rap - Thần tượng đối thần tượng - Trời sinh một cặp                                                  |
| Phim truyền hình Ấn tượng - Hương vị tình thân‡ - Hướng dương ngược nắng - Mùa hoa tìm lại - Thương con cá rô đồng - Yêu hơn cả bầu trời                                                         | Dẫn chương trình – Biên tập viên Ấn tượng - Nguyễn Tuấn Dương‡ - Trần Việt Hoàng - Nguyễn Quốc Khánh - Nguyễn Hồng Nhung - Phí Nguyễn Thùy Linh                                                      |
| Chương trình của năm - Mưa lũ lịch sử miền Trung‡ - Ngày hội toàn dân - Đón Tết cùng VTV - Mùa đoàn tụ - Ngày trở về: Trái tim có nắng                                                           | |

| Hạng mục                                  | Người công bố             |
| ----------------------------------------- | ------------------------- |
| Hình ảnh thời sự Ấn tượng                 | Nguyễn Thị Thu Hiền       |
| Nghệ sĩ Ấn tượng                          | Quyền Linh & Bảo Thanh    |
| Phim tài liệu Ấn tượng                    | Lê Quốc Minh              |
| Diễn viên nam Ấn tượng                    | Lê Khanh                  |
| Diễn viên nữ Ấn tượng                     | Lê Khanh                  |
| Chương trình dành cho trẻ em Ấn tượng     | Xuân Bắc                  |
| Chương trình văn hóa – thể thao Ấn tượng  | Đỗ Hùng Dũng & Đỗ Mỹ Linh |
| Chương trình giải trí Ấn tượng            | Đỗ Thanh Hải              |
| Phim truyền hình Ấn tượng                 | Trung Anh & Mai Ngọc      |
| Dẫn chương trình – Biên tập viên Ấn tượng | Đinh Hương                |
| Chương trình của năm                      | Lê Ngọc Quang             |

## VTV Awards 2022 | Chào năm mới 2023 – Ấn tượng
Diễn ra vào ngày 1 tháng 1 năm 2023 tại trường quay S14, Đài Truyền hình Việt Nam, Hà Nội. 12 hạng mục được đề cử. Dẫn chương trình là các đề cử của hạng mục Biên tập viên – Dẫn chương trình Ấn tượng: Bùi Đức Bảo, Hoàng Linh Thủy và Trần Hồng Ngọc.
| Phóng sự thời sự Ấn tượng - Mua bán ma túy tại trung tâm điều trị Methadone (Ban Thời sự)‡ - "Bắt tay" phá rừng (Trung tâm Truyền hình Việt Nam tại TP.HCM) - Hàng chục khu đô thị bỏ hoang trên một huyện (Ban Thời sự)                                              | Nghệ sĩ triển vọng - Trương Mỹ Anh‡ - Nguyễn Ngọc Huyền - Hứa Kim Tuyền |
| Chương trình giáo dục và trẻ em Ấn tượng - Chung kết Đường lên đỉnh Olympia năm 2022 (Ban Sản xuất các chương trình giải trí)‡ - Biệt đội siêu nhân nhí: Công dụng của Vitamin C - Cuộc thi sơ đồ tư duy Việt Nam 2022 (giải đồng đội)                                | Diễn viên nam Ấn tượng - Thanh Sơn – 11 tháng 5 ngày, Đấu trí‡ - Doãn Quốc Đam – Thương ngày nắng về, Phố trong làng - Nhan Phúc Vinh – Anh có phải đàn ông không |
| Chương trình văn hóa – thể thao Ấn tượng - Việc tử tế: Vì đất nước cần những trái tim (Trung tâm Sản xuất và Phát triển nội dung số)‡ - Thanh xuân tươi đẹp: Chuyện của mùa thu (Đài Truyền hình Việt Nam) - Vượt ngưỡng: Câu chuyện về Nguyễn Linh Na (Ban Thế thao) | Dẫn chương trình – Biên tập viên Ấn tượng - Bùi Đức Bảo‡ - Trần Hồng Ngọc - Hoàng Linh Thủy |
| Hình ảnh Lan tỏa - Bình yên con nhé‡ - Nâng niu đưa chữ tới trường - Vượt lên khó khăn để học tập trong đại dịch | Chương trình giải trí Ấn tượng - Cuộc hẹn cuối tuần: Nghệ sĩ Đen Vâu (Ban Thư ký Biên tập)‡ - Cơ hội cho ai: Cô gái dân tộc thiểu số thay đổi cuộc đời bằng con đường học vấn (Công ty Cổ phần Truyền thông Alomedia) - Vua Tiếng Việt: "Vua Tiếng Việt đầu tiên lên ngai vàng!" (Ban Sản xuất các chương trình giải trí) |
| Diễn viên nữ Ấn tượng - Minh Huyền – Thương ngày nắng về‡ - Hồng Diễm – Hành trình công lý - Khả Ngân – 11 tháng 5 ngày | Phim tài liệu Ấn tượng - Bốn mùa trong rừng thẳm (Trung tâm Truyền hình Việt Nam tại TP.HCM)‡ - Đường tới bình yên - Hồ Chí Minh – Theo dấu chân Người |
| Phim truyền hình Ấn tượng - Thương ngày nắng về‡ - 11 tháng 5 ngày - Đấu trí | Chương trình của năm - Khúc tráng ca hòa bình (Ban Thanh thiếu niên, Trung tâm Phim tài liệu, Ban Sản xuất các chương trình giải trí)‡ - Đón Tết cùng VTV 2022: Và hoa sẽ nở (Ban Sản xuất các chương trình giải trí) - VTV Đặc biệt: Ranh giới (Trung tâm Phim tài liệu)                                                 |

| Hạng mục                                  | Người công bố                    |
| ----------------------------------------- | -------------------------------- |
| Phóng sự thời sự Ấn tượng                 | Nguyễn Thanh Lâm                 |
| Nghệ sĩ triển vọng                        | Thụy Vân                         |
| Biên tập viên – Dẫn chương trình Ấn tượng | Nguyễn Tuấn Dương & Thu Minh     |
| Chương trình giáo dục và trẻ em Ấn tượng  | Trần Thành Nam & Bùi Phương Nga  |
| Chương trình văn hóa – thể thao Ấn tượng  | Tạ Quang Đông & Đỗ Thị Ngọc Châm |
| Hình ảnh Lan tỏa                          | Huy Tuấn & Thanh Thúy            |
| Diễn viên nữ Ấn tượng                     | Trọng Trinh & Tóc Tiên           |
| Diễn viên nam Ấn tượng                    | Đồng Thu Hà & Quyền Linh         |
| Phim tài liệu Ấn tượng                    | Nguyễn Khải Hưng                 |
| Chương trình giải trí Ấn tượng            | Nhã Phương & Xuân Bắc            |
| Phim truyền hình Ấn tượng                 | Đỗ Thanh Hải                     |
| Chương trình của năm                      | Lê Ngọc Quang                    |

## VTV Awards 2023 | Chào năm mới 2024 – Đa sắc
Diễn ra vào ngày 1 tháng 1 năm 2024 tại Nhà hát Hồ Gươm, Hà Nội. Có 8 hạng mục được đề cử, trong đó có 2 hạng mục mới gồm Chương trình sáng tạo của năm và Gương mặt trẻ ấn tượng. Biên tập viên Anh Tuấn và Hoa hậu Hòa bình Quốc tế 2021 Nguyễn Thúc Thùy Tiên là hai người dẫn chương trình cho buổi lễ này. Lần đầu tiên trong lịch sử lễ trao giải, cả ba đề cử cho hạng mục Gương mặt trẻ ấn tượng đều được nhận giải thưởng.
| Hình ảnh Lan tỏa - Nguyễn Thị Oanh cùng 4 huy chương vàng phi thường tại SEA Games 32 (Ban Thể thao)‡ - Cờ Tổ quốc theo ngư dân vươn khơi (Ban Thời sự) - "Cõng" vật liệu lên núi làm nhà cho người nghèo (Trung tâm Truyền hình Việt Nam khu vực miền Trung – Tây Nguyên) | Diễn viên nữ Ấn tượng - Kiều Anh – Gia đình mình vui bất thình lình‡ - Khả Ngân – Gia đình mình vui bất thình lình - Lan Phương – Gia đình mình vui bất thình lình                                                             |
| Diễn viên nam Ấn tượng - Nhan Phúc Vinh – Đừng làm mẹ cáu‡ - NSƯT Hoàng Hải – Cuộc đời vẫn đẹp sao - Trọng Lân – Không ngại cưới, chỉ cần một lý do | Chương trình giải trí Ấn tượng - Chị đẹp đạp gió rẽ sóng (Yeah1 Group)‡ - Có hẹn cùng thanh xuân (Ban Sản xuất các chương trình giải trí) - Hành trình rực rỡ (Đông Tây Promotion)                                             |
| Phim truyền hình Ấn tượng - Gia đình mình vui bất thình lình‡ - Cuộc đời vẫn đẹp sao - Đừng làm mẹ cáu | Phim tài liệu Ấn tượng - Mảnh ký ức (Ban Truyền hình đối ngoại)‡ - Cây Linden – mùa xanh lá (Ban Sản xuất các chương trình giải trí) - Hố đen (Trung tâm Phim tài liệu)                                                        |
| Gương mặt trẻ Ấn tượng - Đạo diễn Phạm Thiên Ân‡ - Ca sĩ Hà An Huy‡ - Vận động viên điền kinh Nguyễn Thị Oanh‡ | Chương trình sáng tạo của năm - Hoa xuân ca (Ban Thư ký Biên tập)‡ - Gala Tiếng Việt – Tiếng "Mẹ" thân thương (Ban Truyền hình đối ngoại) - Tạp chí kinh tế đặc biệt – Net Zero (Trung tâm Sản xuất và Phát triển nội dung số) |

| Hạng mục                       | Người công bố                |
| ------------------------------ | ---------------------------- |
| Hình ảnh Lan tỏa               | Xuân Bắc & Nguyễn Thúy Hiền  |
| Diễn viên nam Ấn tượng         | Thanh Sơn & Phan Minh Huyền  |
| Diễn viên nữ Ấn tượng          | Thanh Sơn & Phan Minh Huyền  |
| Phim truyền hình Ấn tượng      | Trung Anh & Thụy Vân         |
| Chương trình giải trí Ấn tượng | Thu Phương & Nhan Phúc Vinh  |
| Phim tài liệu Ấn tượng         | Hồng Ánh & Nguyễn Tuấn Dương |
| Gương mặt trẻ Ấn tượng         | Nguyễn Thanh Lâm             |
| Chương trình sáng tạo của năm  | Lê Ngọc Quang                |

## VTV Awards 2024 | Chào năm mới 2025 – Bứt phá
Diễn ra vào ngày 1 tháng 1 năm 2025 tại Nhà hát Hồ Gươm, Hà Nội. 8 hạng mục được đề cử, cùng với sự xuất hiện lần đầu tiên của hạng mục Dự án chuyển đổi số Ấn tượng trong lễ trao giải. Biên tập viên Anh Tuấn và Hoa hậu Hoàn vũ Việt Nam 2017 H'Hen Niê là hai người dẫn chương trình của buổi lễ.
| Hình ảnh Lan tỏa - Các lực lượng tìm kiếm người dân làng Nủ bị vùi lấp do sạt lở sau bão số 3‡ - Hình ảnh em bé Điện Biên dưới mưa - Hình ảnh Lá cờ tổ quốc được xếp bởi gần 10.000 người tại quảng trường Ngọ Môn, Huế                                                                                                   | Diễn viên nữ Ấn tượng - Nguyễn Thanh Hương – Người một nhà, Hoa sữa về trong gió‡ - Lương Thu Trang – Trạm cứu hộ trái tim - Hoàng Hà – Chúng ta của 8 năm sau                                                                 |
| Diễn viên nam Ấn tượng - Nguyễn Duy Hưng – Độc đạo, Người một nhà‡ - Nguyễn Quang Sự – Trạm cứu hộ trái tim - Nguyễn Long Vũ – Đi giữa trời rực rỡ | Chương trình giải trí Ấn tượng - Anh trai vượt ngàn chông gai (Yeah1 Group)‡ - Đảo thiên đường (Công ty Cát Tiên Sa) - Giai điệu tự hào: Tình em (Ban Sản xuất các chương trình giải trí)                                      |
| Phim truyền hình Ấn tượng - Độc đạo‡ - Gặp em ngày nắng - Trạm cứu hộ trái tim | Phim tài liệu Ấn tượng - Điện Biên Phủ - Nhìn từ nước Pháp (Ban Truyền hình Đối ngoại)‡ - Bác sĩ Trần Duy Hưng - Một phẩm cách Hà Nội (Trung tâm Phim tài liệu) - Cánh hạc vẫn bay (Trung tâm Truyền hình Việt Nam tại TP.HCM) |
| Gương mặt trẻ Ấn tượngLĩnh vực Văn hóa - Nhà thiết kế Phan Đăng Hoàng‡ - Họa sĩ Nguyễn Xuân Lam - Nghệ nhân Bùi Văn Tự Lĩnh vực Nghệ thuật - Ca sĩ Rhyder‡ - Ca sĩ Phương Mỹ Chi - Rapper HIEUTHUHAI Lĩnh vực Thể thao - Vận động viên Đua thuyền Nguyễn Thị Hương‡ - Cầu thủ Bùi Hoàng Việt Anh - Cơ thủ Bao Phương Vinh | Chương trình sáng tạo của năm - Dưới lá cờ quyết thắng‡ - Ngày trở về: Như hạt phù sa - Hoa xuân ca 2024: Hành trình trở về |
| Dự án chuyển đổi số Ấn tượng - Ứng dụng định danh điện tử VNeID (Bộ Công an)‡ - Ứng dụng thuế điện tử eTax Mobile (Tổng cục Thuế) - Ứng dụng xem truyền hình trên Internet VTVgo (Đài Truyền hình Việt Nam) - Ứng dụng EVNHANOI (Điện lực Hà Nội) - Ứng dụng RiceMoRe (Bộ Nông nghiệp)                                    | |

| Hạng mục                       | Người công bố                |
| ------------------------------ | ---------------------------- |
| Hình ảnh Lan tỏa               | Nguyễn Tuấn Dương & Hoài Anh |
| Diễn viên nam Ấn tượng         | Kiều Anh & Nhan Phúc Vinh    |
| Diễn viên nữ Ấn tượng          | Kiều Anh & Nhan Phúc Vinh    |
| Phim truyền hình Ấn tượng      | Trung Hiếu & Trần Thu Hà     |
| Chương trình giải trí Ấn tượng | Thụy Vân & Tùng Dương        |
| Phim tài liệu Ấn tượng         | Đỗ Đức Hoàng & Hồng Nhung    |
| Gương mặt trẻ Ấn tượng         | Tạ Quang Đông & Quỳnh Nga    |
| Chương trình sáng tạo của năm  | Đỗ Thanh Hải & Hồng Diễm     |
| Dự án chuyển đổi số Ấn tượng   | Nguyễn Thanh Lâm & Anh Tuấn  |